# Myotis frater
Myotis frater es una especie de murciélago de la familia Vespertilionidae. Los adultos  tiene una longitud corporal de unos 5 cm, la cola de alrededor de 4,5 cm y una envergadura de unos 3,8 cm.

## Distribución geográfica
Se encuentra en Asia Central y Oriental.